# Pan Graham
El pan Graham es un alimento alto en fibra elaborado con harina de trigo no tamizada. Fue inventado por el ministro presbiterano estadounidense Sylvester Graham en el año 1829 para su dieta vegetariana. 

## Características
Graham inventó el pan con la idea de que fuera elaborado sin aditivos químicos, tan comunes en el pan blanco. El empleo de aditivos en las panaderías es una práctica habitual desde la revolución industrial, cuyo objeto es hacer el pan más blanco en color y más atractivo comercialmente. El pan de harina refinada daba un status simbólico a aquellas personas de clase media, ya que traía connotaciones de "refinamiento y pureza", en vez del pan oscuro y tosco que se elaboraba de forma casera. 
Graham tenía la creencia de que un pan tosco y crujiente de harina integral era más sano y nutritivo que el pan blanco. Al mismo tiempo, Graham creía que esto era una forma de eliminar elementos impuros de la dieta y que permitía curar el ansias de poder, disminuir las relaciones extramatrimoniales y los nacimientos fuera del matrimonio.

## Graham cracker
El Graham cracker es un pan crujiente que Sylvester Graham desarrolló en el año 1822 en Bound Brook (Nueva Jersey). Lo concibió como un "alimento sano", aunque más en la forma de galleta digestiva que de cracker. El auténtico graham cracker se elabora con harina graham procesada para que tenga un alto contenido de fibra dietética. Junto con el pan de Graham, es la parte central de la famosa dieta de Graham.